# Igliano
Igliano (piemontiul: Ijan) település Olaszországban, Piemont régióban, Cuneo megyében. Lakosainak száma 68 fő (2023. január 1.). Igliano Castellino Tanaro, Marsaglia, Murazzano, Roascio és Torresina községekkel határos.

## Népesség
A település lakossága az elmúlt években az alábbi módon változott:
| Lakosok száma | 72   | 68   | 68   |
|               | 2017 | 2018 | 2023 |